# Ronela Hajati
Ronela Hajati (Tirana, 2 setembre 1989) és una cantautora i ballarina albanesa.

## Biografie
Hajati va néixer a Tirana, d'una mare de Korçë i d'un pare de Shkodër. Des de ben petita, ja estava interessada per la música, tocava el piano i ballava. També va participar en alguns concursos de ball i cant, com Top Fest i Kënga Magjike. El 29 de desembre del 2021 va participar en el Festivali i Këngës, la preselecció albanesa pel Festival de la Cançó d'Eurovisió. Va guanyar amb la cançó Sekret i representarà el seu país al Festival de la Cançó d'Eurovisió 2022, que se celebrarà a la ciutat italiana de Torí.